# Kvarnsvedens Idrottsklubb
Il Kvarnsvedens Idrottsklubb, citato nella sua forma contratta Kvarnsvedens IK e abbreviato in KIK, è una società polisportiva svedese con sede a Borlänge, capoluogo dell'omonimo comune della contea di Dalarna.
Fondata nel 1962 come BTK Verdandi, mutò il suo nome in Kvarnsvedens IK nel 1974. Attiva in numerosi sport, è maggiormente nota per i risultati nelle discipline sportive del calcio, maschile e femminile, e tennistavolo.